# Wolfram Ortner
Wolfram Ortner (10 marzo 1960) è un ex sciatore alpino austriaco.

## Biografia
Specialista delle prove tecniche originario di Bad Kleinkirchheim, agli Europei juniores di Kranjska Gora 1977 Ortner vinse la medaglia d'argento sia nello slalom gigante sia nello slalom speciale; in Coppa del Mondo ottenne il primo piazzamento il 22 gennaio 1978 a Kitzbühel in slalom speciale (5º) e il miglior risultato il 4 febbraio 1979 a Jasná in slalom gigante (4º). Ai Mondiali di Schladming 1982 si classificò 4º nella combinata e l'ultimo piazzamento della sua carriera agonistica fu il 9º posto ottenuto nello slalom speciale di Coppa del Mondo disptuato a Kranjska Gora il 20 marzo dello stesso anno; non prese parte a rassegne olimpiche.

## Palmarès

### Europei juniores
- 2 medaglie[1][2]:
  - 2 argenti (slalom gigante, slalom speciale a Kranjska Gora 1977)

### Coppa del Mondo
- Miglior piazzamento in classifica generale: 24º nel 1983

### Campionati austriaci
- 3 medaglie[1]:
  - 1 oro (slalom gigante nel 1981)
  - 1 argento (combinata nel 1982)
  - 1 bronzo (slalom speciale nel 1981)